# François Gay (géographe)
Pour les articles homonymes, voir François Gay (homonymie) et Gay.
François Gay, né le 31 décembre 1922 à Pleudihen-sur-Rance et mort le 22 janvier 2019 à Rouen, est un géographe français.

## Biographie
François Gay fait ses études au lycée François-Ier du Havre et obtient son agrégation en 1947. Il devient en 1959 enseignant à l’École des lettres de Rouen. Il est maître de conférences de géographie de l'Université de Rouen. Il est un des fondateurs de la revue Études normandes dont il devient président en 1974. Il est également président d'honneur de Normandie Axe-Seine. Il plaide pour la réunification de la Normandie.
Il est membre de l'Académie des sciences, belles-lettres et arts de Rouen.

## Principales publications
- Le Quartier central du secteur est de Rouen, Mont-Saint-Aignan, 1969, 27 p.
- L'agglomération Rouen Elbeuf, Paris, La Documentation française, 1974
- Michel Mollat (dir.), Histoire de Rouen, Toulouse, Privat, 1979, 444 p.
- François Gay, Cécile-Anne Sibout et Loïc Vadelorge (préf. Jean-Pierre Chaline), Rouen 1900-2000 : Un siècle de vie, Fécamp, éd. des Falaises, coll. « Mémoires de ville », 2002, 200 p. (ISBN 2-84811-003-1, OCLC 52812305)

## Récompenses et distinctions
- Officier de l'ordre national du Mérite
- Commandeur de l'ordre des Palmes académiques